# Le Grand Café (Moulins)
Pour les articles homonymes, voir Grand café.
Le Grand Café est un café-restaurant situé au 49, place d'Allier, dans le centre de Moulins, dans le département français de l'Allier. Considéré comme l'un des plus beaux cafés de France, il fut créé en  1899.
Son architecture intérieure et sa façade sont caractéristiques du style Néo-rococo 1900, un style à la mode au tournant des XIXe siècle et XXe siècle, dont l'expression curvilinéaire et organique est inspirée du style Rocaille et contemporaine des créations de l'Art nouveau, dont il représente une version plus édulcorée. La salle principale est décorée de grandes glaces murales, de pilastres en stuc avec guirlandes de feuillage, de ferronneries, de différents luminaires dont un grand lustre de bronze, d'un plafond avec une fresque allégorique et une verrière et de quelques peintures murales. Le Grand Café est inscrit à l'inventaire des Monuments historiques depuis 1978.

## Architecture
Au rez-de-chaussée, la grande salle rectangulaire est divisée en deux, division marquée par une grande poutre métallique centrale siglée Eiffel, recouverte de stuc et qui porte un immense lustre en bronze. Le fond de la salle est dominé par une mezzanine à la balustrade en fer forgé très travaillée qui porte une pendule.
Les murs longitudinaux sont ornés, entre chaque pilastre de stuc, de bois chantournés surmontés d'immenses miroirs aux encadrements dorés qui créent une perspective infinie.
Au plafond, sur la partie avant de la salle, la partie « café », une fresque peinte par Auguste Sauroy représente la légende de Gambrinus, roi mythique de Flandre et Brabant, à qui on attribue la naissance de la bière. Il existait probablement une autre fresque sur le plafond de l'arrière de la salle, la partie « brasserie », mais qui a été remplacée plus tard par une grande verrière dans le style années 1930.

## Histoire
Le concept de café-brasserie commence à essaimer les grandes villes de France à la fin du XIXe siècle, en partie sous l'impulsion d'Alsaciens ayant fui l'annexion allemande de leur région après la défaite de 1870. Les architectes laissent alors  libre cours à leur imagination durant cette période de la Belle époque, marquée par une intense activité culturelle. Ces cafés  vont souvent devenir des hauts lieux de la vie intellectuelle locale.
Un dénommé Renoux, originaire de Montluçon et qui avait été garçon de café dans la brasserie parisienne Lipp cherchait un lieu pour créer un tel établissement. Il va le trouver sur la place de l'Allier, qui est devenue le nouveau centre de l'activité commerciale de Moulins : un marché couvert à structure métallique y a été inauguré en 1880, le Crédit Lyonnais s'implantant à Moulins, installe sa succursale sur la place en 1881 (au no 66 mais déménagera dans un immeuble spécialement construit au no 33 en 1910, la Société générale s'installera également sur cette place en 1910). Les architectes moulinois reproduisent dans ce quartier les évolutions architecturales de l'époque ainsi les ondulations apparaissent sur les façades, balcons et fenêtres comme par exemple sur le typique immeuble des Nouvelles Galeries qui ouvrent en 1914 rue de l'Allier.
En 1898, Renoux va investir 250 000 francs-or, (équivalent de 600 000 € de 2016) pour la création de ce café. Il fait appel à une de ses connaissances, l'architecte italien Louis Galfione-Garetta, alors directeur de l'école municipale des beaux-arts, qui va concevoir un décor un peu fantastique, qui annonce l'Art nouveau (il dirigera aussi la décoration de la confiserie Aux Palets d'or encore existante aujourd'hui). Galfione confie la décoration du plafond du Grand Café au peintre Auguste Sauroy. Cet artiste local avait peint en 1894 sur le plafond du nouveau théâtre de la ville, une fresque (disparue aujourd'hui) en hommage au poète symboliste Théodore de Banville né à Moulins et mort quelques années plus tôt. Il participa en 1896, toujours à Moulins, à la décoration de la maison Mantin, riche demeure bourgeoise devenue aujourd'hui un musée. Une mezzanine ayant été construite à l'arrière du rez-de-chaussée pour qu'un orchestre puisse s'y installer, le Grand Café reste un café-concert jusque dans les années 1950-1960. Il ouvre en 1899.
Le café présentera le « cosmorama mouvant », où l'on présentait, avec un jeu de lentilles et de tableaux, des lieux pittoresques du monde. Les prospectus distribués dans la ville parlaient d'un « spectacle artistique et mondain sans rival, variant tous les lundis, mercredis et vendredis : illusion complète ». Vers 1905, le Grand Café offre les premières séances de cinématographe de la ville (suivi par deux autres cafés de la ville), d'abord données en plein air sur la place. L'appareil de projection était alors monté sur le balcon extérieur du premier étage, l'orchestre installé sur la mezzanine à l'intérieur jouant pendant la projection.
En ce début de siècle, l'ambiance y est feutrée. Le Grand Café est fréquenté par les notables de Moulins, dont les hauts fonctionnaires de cette préfecture du département, les riches commerçants et les marchands de bestiaux après les foires.
C'est à cette période que Coco Chanel, qui s'appelait encore Gabrielle Chasnel et qui travaillait alors comme couturière à la  Maison Grampayre, une mercerie située à moins de 200 mètres de là, fréquenta le Grand Café, et où elle s'est peut-être produite comme chanteuse. Avec sa tante Adrienne, de deux ans son ainée, elles y ont leur premier contact avec la bourgeoisie. Elles y fréquentent les officiers du 10e régiment de chasseurs à cheval stationné à  Moulins et qu'elles suivront ensuite au café de la Rotonde (aujourd'hui disparu), un café-concert plus festif et bruyant et où elle gagnera le surnom de « Coco », inspiré d'une chanson qu'elle y interprétait.
En 1933, Émile Marcelot, âgé d'à peine vingt ans et tout juste sorti de l'école hôtelière, va prendre la suite de son père à la tête de l'établissement ; il y restera soixante ans.
Après guerre, la clientèle se diversifie. La jeunesse lui donnera son surnom de « Grand jus », encore repris de nos jours par les Moulinois,.
Le 22 septembre 1978, la façade et les deux salles avec leur décor du Grand Café sont inscrites au titre des Monuments historiques.
En 1993, Marcel Pocheron devient le nouveau propriétaire de l'établissement. Il en entreprend la rénovation sous le contrôle de l'architecte des bâtiments de France, la grande salle du Grand Café retrouvant ainsi sa couleur gris impérial.
Le Grand Café change de nouveau pour son propriétaire actuel, le cinquième depuis sa création, Christian Belin, lequel, à la fin des années 2000, début des années 2010, en transmet la direction à ses deux filles Maud et Alexandra. Fin 2013, le Grand Café décroche le label d'État de Maître restaurateur. En mars 2014, le Grand Café a été rénové et la cuisine a été étendue passant de 20 à 80 m2 ouvrant désormais sur la salle.

## Lieux de tournage
Le Grand Café a servi de lieu de tournage pour le téléfilm Coco Chanel, réalisé par Christian Duguay en 2008.
Il est souvent affirmé,,, mais erronément,, qu'il a également servi de lieu de tournage pour le film Maigret et l'affaire Saint-Fiacre, réalisé par Jean Delannoy en 1959 avec Jean Gabin dans le rôle du commissaire Maigret. Ce film est tiré du roman L'affaire Saint-Fiacre de Georges Simenon qui en situe l'action à Moulins et dans sa région, dont des scènes dans un café imaginaire de Moulins, dénommé Café de Paris. Georges Simenon, plus jeune, avait fréquenté le Grand Café. Il était alors le secrétaire du comte de Tracy au château de Paray-le-Frésil, un château situé non loin de Moulins.
Mais plusieurs différences notables entre l'intérieur et l'extérieur du Grand Café et ce que l'on voit dans le film infirment que des scènes y aient été tournées. Un décor ressemblant au Grand Café avait été créé pour les besoins du film, probablement dans les studios Éclair, en banlieue parisienne. Le propriétaire d'alors du Grand Café, Émile Marcelot, avait d'ailleurs démenti cette rumeur,, indiquant que le réalisateur, Jean Delannoy, était bien venu faire des repérages mais que la disposition des lieux et surtout les nombreux miroirs l'avaient dissuadé d'y filmer.
Contrairement aussi à ce qui est parfois affirmé, l'arrivée de Maigret (Jean Gabin) à Moulins n'a pas non plus été filmée dans la gare de la ville mais à la gare de Vaux-sur-Seine, dans le nord-ouest de la banlieue parisienne.

## Galerie photos

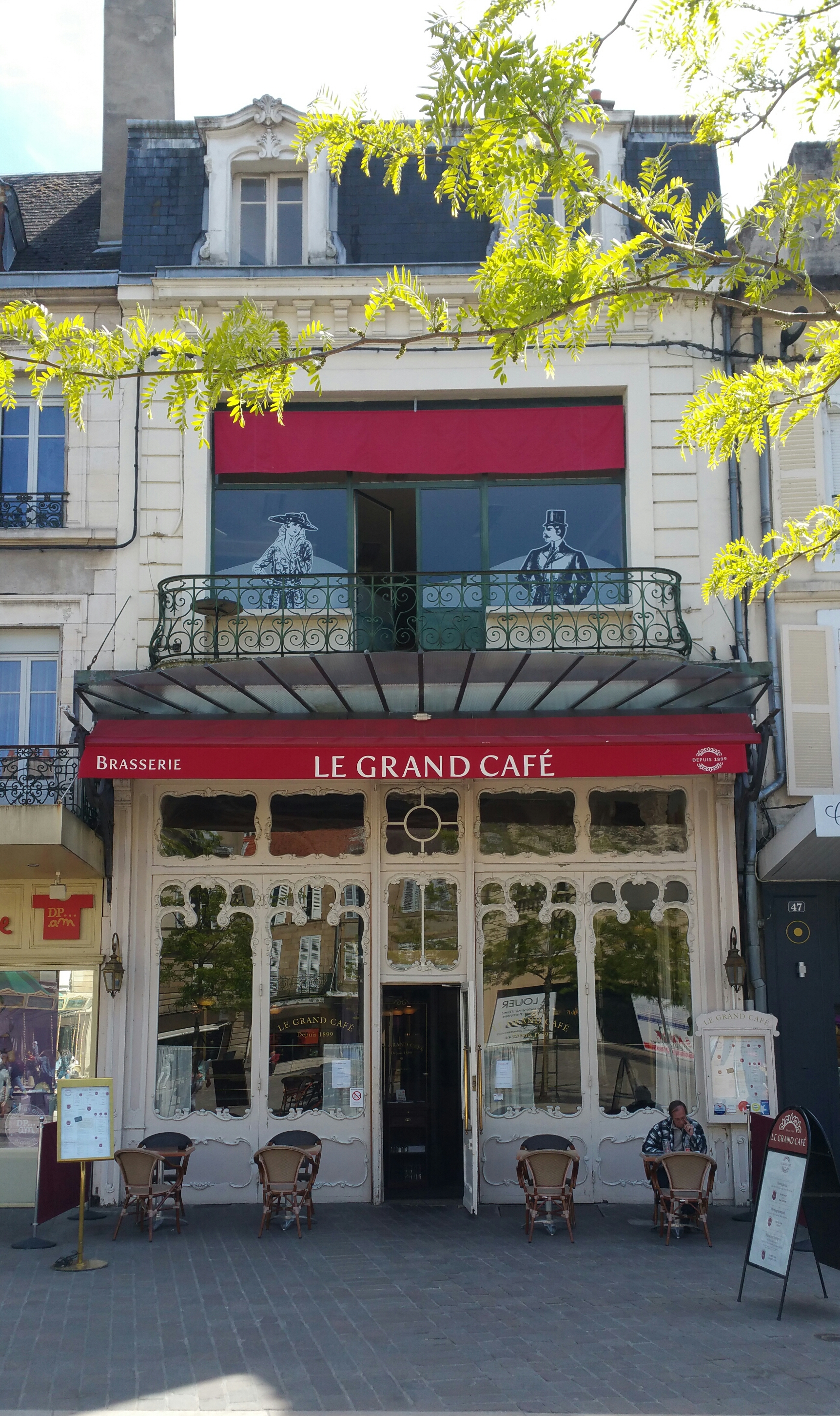
Façade du Grand Café depuis la place de l'Allier
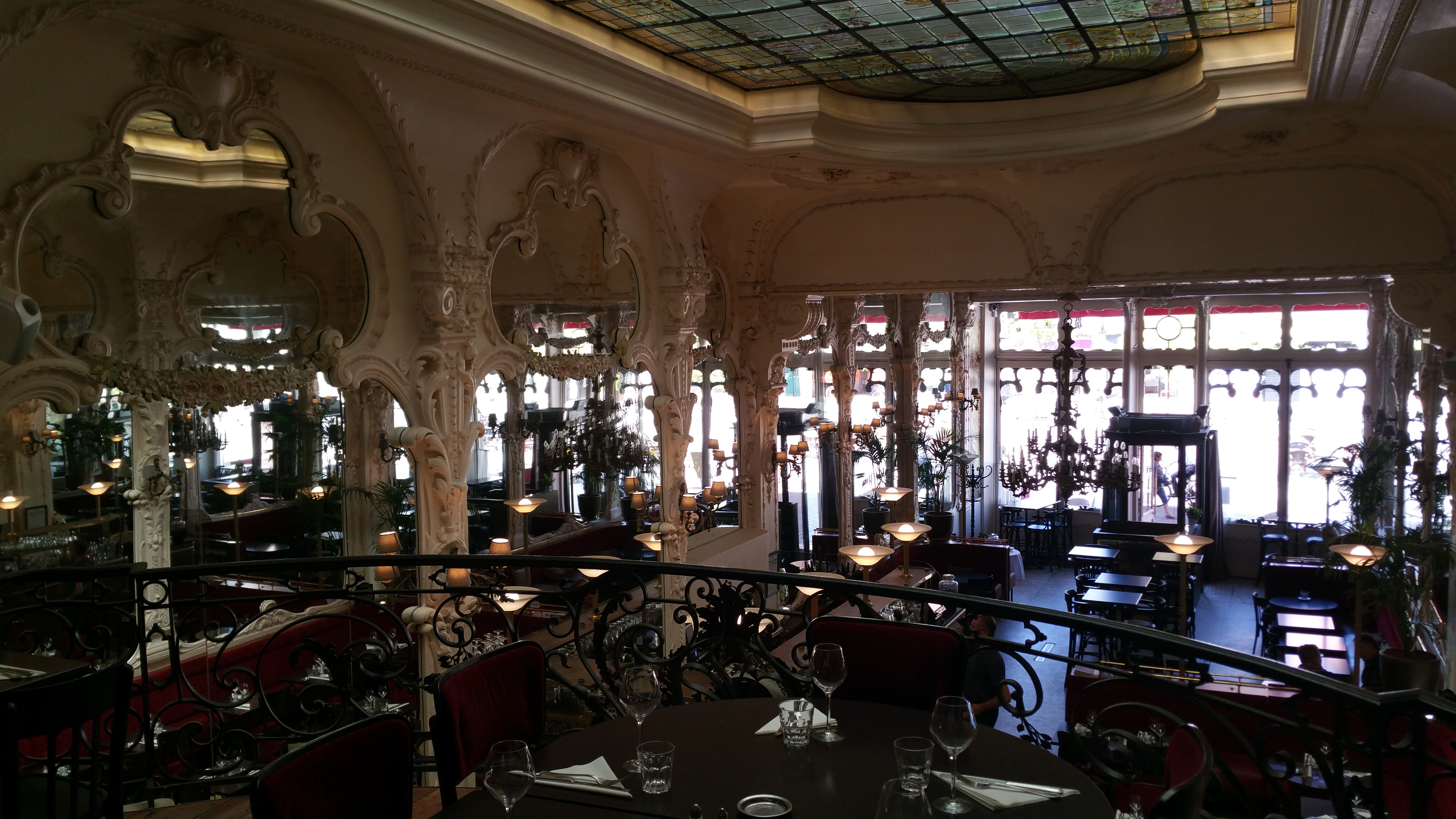
Vue de la salle du rez-de-chaussée depuis la mezzanine
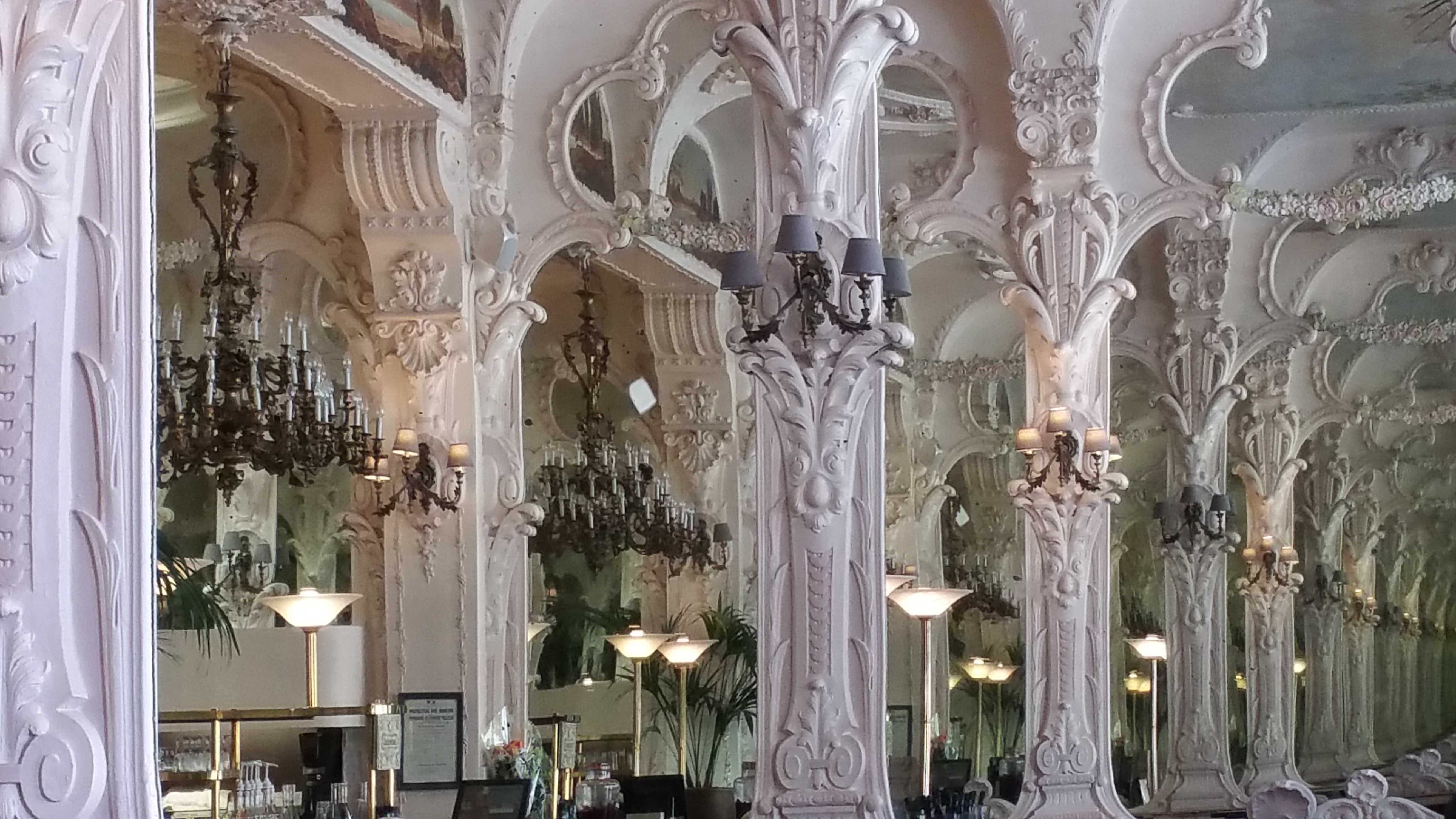
Jeu des miroirs muraux
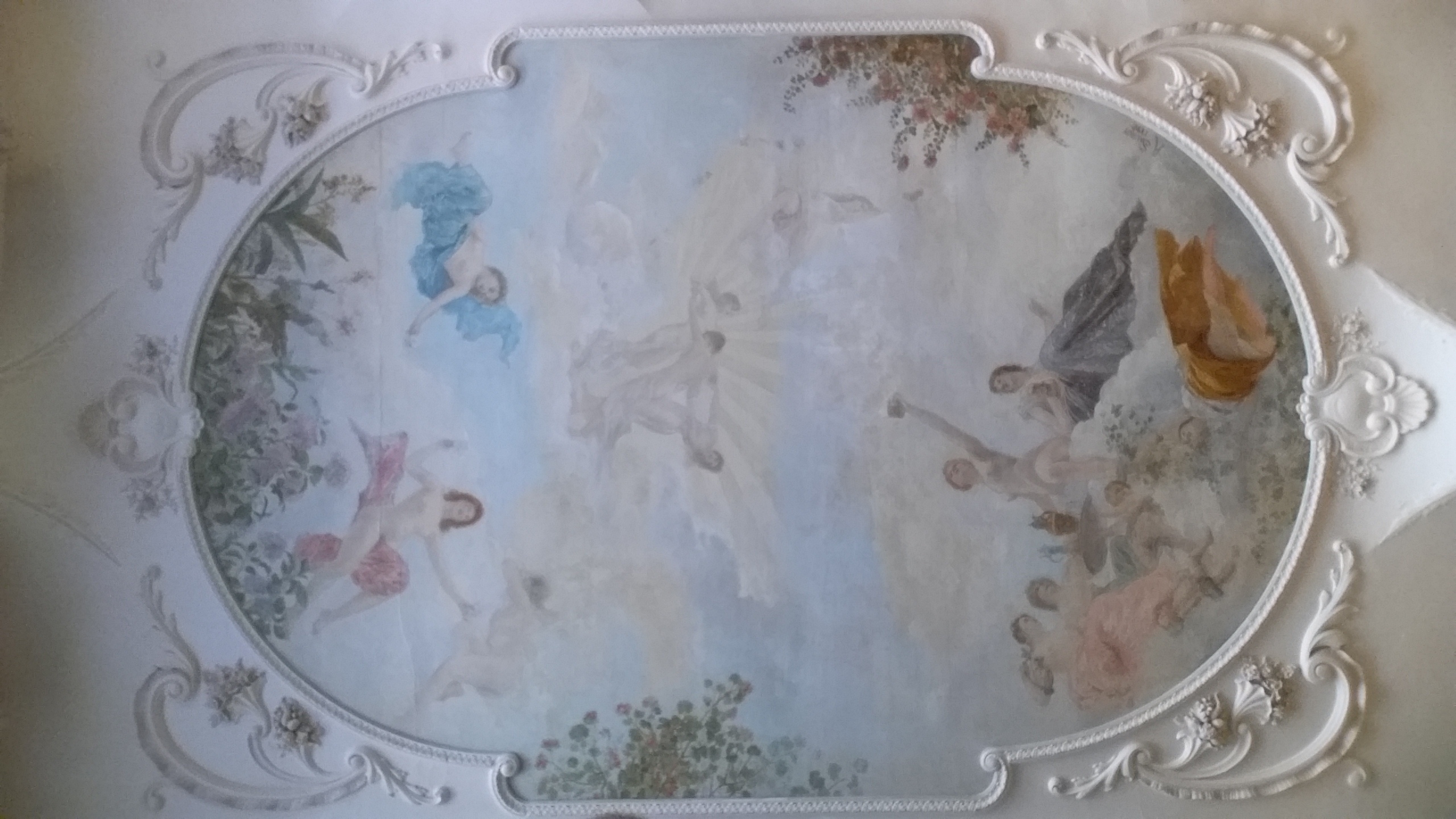
Fresque du plafond d'Auguste Sauroy représentant la légende de Gambrinus